# سلطانة بخت
سلطانة بخت هي ابنة الأمير غياث الدين كيخسرو الإنجوي، ومع بداية انحطاط الدولة الإنجوية تزوجت من قطب الدين شاه محمود. ووُصفَت بأنها جميلة وموهوبة وقوية، وكان لها تأثير في صراعات السلطة في القرن الثامن الهجري.

## السيرة
في سنة 759 للهجرة، عيّن شاه شجاع أخاه شاه محمود حاكمًا على أصفهان. ومنذ ذلك الحين، غادرت سلطانة بَخت مدينتها الأجدادية شيراز، وأقامت مع شاه محمود في أصفهان. ويصفها المؤرخ مير خواند في كتابه روضة الصفا بـ«جميلة سليطة»، وهي عبارة كانت تعني في تلك الأيام "الجميلة القوية" أو "الجميلة ذات السطوة".
وحينما تحالف شاه محمود ضد أخيه مع السلطان أويس الإلخاني، وتم الاتفاق على أن يتزوج من ابنة السلطان أويس ضمانًا لهذا التحالف، تظاهرت سلطانة بَخت بأنها حامل، محاولة باستخدام هذه الحيلة أن تمنعه من الزواج من الأسرة الإلخانية. ولما لم تُفلح خطتها، شرعت بمراسلة شاه شجاع، محذرة إياه بأن محفة (هودج) الأميرة الإلخانية ستصل قريبًا إلى أصفهان برفقة جيش السلطان أويس، وأنه إن لم يقم الملك بإزالة أخيه من أصفهان، فسيهاجم شاه محمود مدينة شيراز بدعم من السلطان أويس.
وكان شاه شجاع، قد ردّ عليها قائلًا: "إذا ساعدت تلك السيدة الجليلة في تفكيك التحالف بين شاه محمود والسلطان أويس، فإن قصر الحريم الملكي في شيراز سيكون مرحّبًا بمقدمها، وسيعقد قرانه بها. ثم توجّه إلى أصفهان لعزل شاه محمود".
لكن هذه المراسلات سُرّبت بسرعة، فما كان من شاه محمود إلا أن قام في عام 769 هـ بخنق سلطانة بخت بنفسه باستخدام وتر القوس. ومع ذلك، ومن شدّة حبه لها، لم يدفن جثمانها لعدة أيام وظل يبكي عليها.
وبعد أن فتح جلال الدين شاه شجاع مدينة أصفهان، بنى ضريحًا جميلًا فوق قبرها، ولا يزال قبر سلطانة بَخت قائمًا حتى اليوم في حي دردشت بمدينة أصفهان.
كانت سلطانة بخت ابنة أخ أبي إسحاق إنجو، وقال عنه الشاعر حافظ الشيرازي:
1. ↑  عین همین ترفند را شاه شجاع در فتح سلطانیه و مخصوصاً در بازپس‌گیری کرمان از پهلوان اسد به کار گرفت و از طریق پهلوان علیشاه مزینانی که مأمور حصر کرمان بود، زن پهلوان اسد را وعده به ازدواج با خود داد و آن زن اسباب قتل پهلوان اسد و گشودن کرمان را فراهم ساخت.